# 胡恩 (利比亚城市)
胡恩（阿拉伯语：‎，Hūn）是利比亚中部城市，朱夫拉省省会。2010年人口约3万。北距苏尔特240公里，南距塞卜哈272公里。